# Teatro Principal (Puebla)
El Teatro Principal es un teatro en la ciudad de Puebla, en México. Es uno de los espacios teatrales activos más antiguos de América. Data del siglo XVIII y fue conocido antes como Corral de Comedias, después como Antiguo Coliseo y finalmente como Teatro Principal. Fue inaugurado en 1761 y en sus instalaciones se realizan obras de teatro, ópera, danza, conciertos, variedades, festivales, espectáculos infantiles, conferencias, asambleas e informes de gobierno.

## Historia

### El Corral de Comedias
Al inicio del siglo XVII, un carpintero de nombre Juan Gómez Melgarejo, aficionado al teatro, realizó sus propias puestas en escena en su casa y tuvo tanto éxito que construyó el primer teatro de la ciudad, el cual llamaron "Corral de Comedias".
El 19 de junio de 1613, Nicolás de Villanueva y Guzmán, alcalde mayor de Puebla, ordenó la suspensión de las comedias y obras de Melgarejo, así como la destrucción de su teatro.
Personas prominentes que concurrían a las comedias de Melgarejo se quejaron ante el virrey de la disposición. El 30 de octubre de 1626, Rodrigo Pacheco y Osorio, Marqués de Cerralbo y Virrey de la Nueva España, concedió la licencia y autorizó la construcción de un corral de comedias con la condición de contribuir con 6 pesos por cada representación para el Hospital de Indios de San Roque. La construcción fue pospuesta por distintos alcaldes que argumentaban falta de recursos, epidemias, sequías y otras calamidades.
Este teatro fue en realidad el sexto coliseo que se estableció en la ciudad, construido por el Ayuntamiento en el año 1759, en un terreno de su propiedad, ubicado en una parte de la extensa Plazuela de San Francisco, para lo que hubo necesidad de demoler la portada que daba acceso a la Alameda. Al año siguiente tuvo lugar la solemne inauguración.

### Construcción

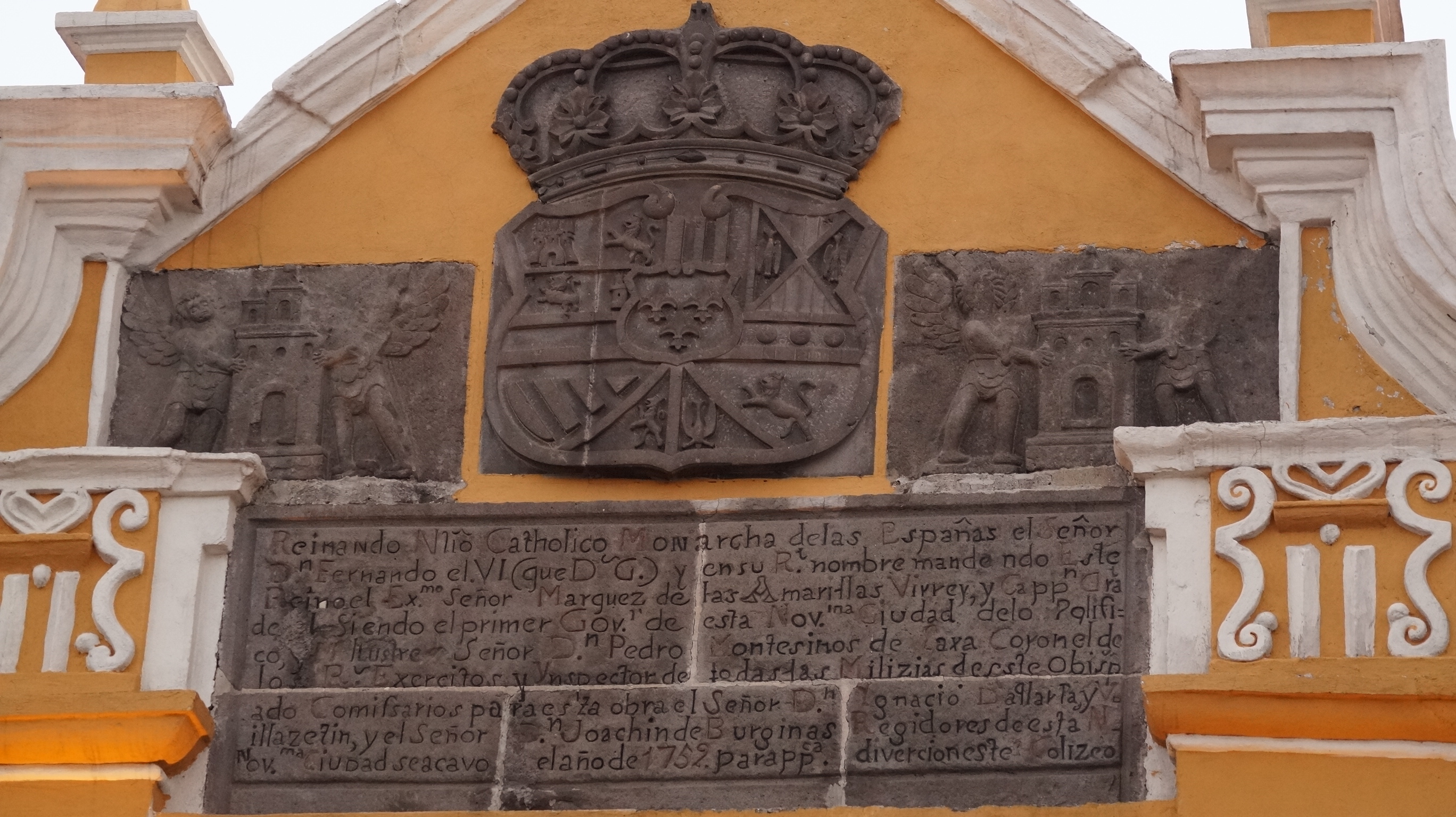
Escudo y leyenda sobre la inauguración del Teatro Principal de la ciudad de Puebla, año 1752.

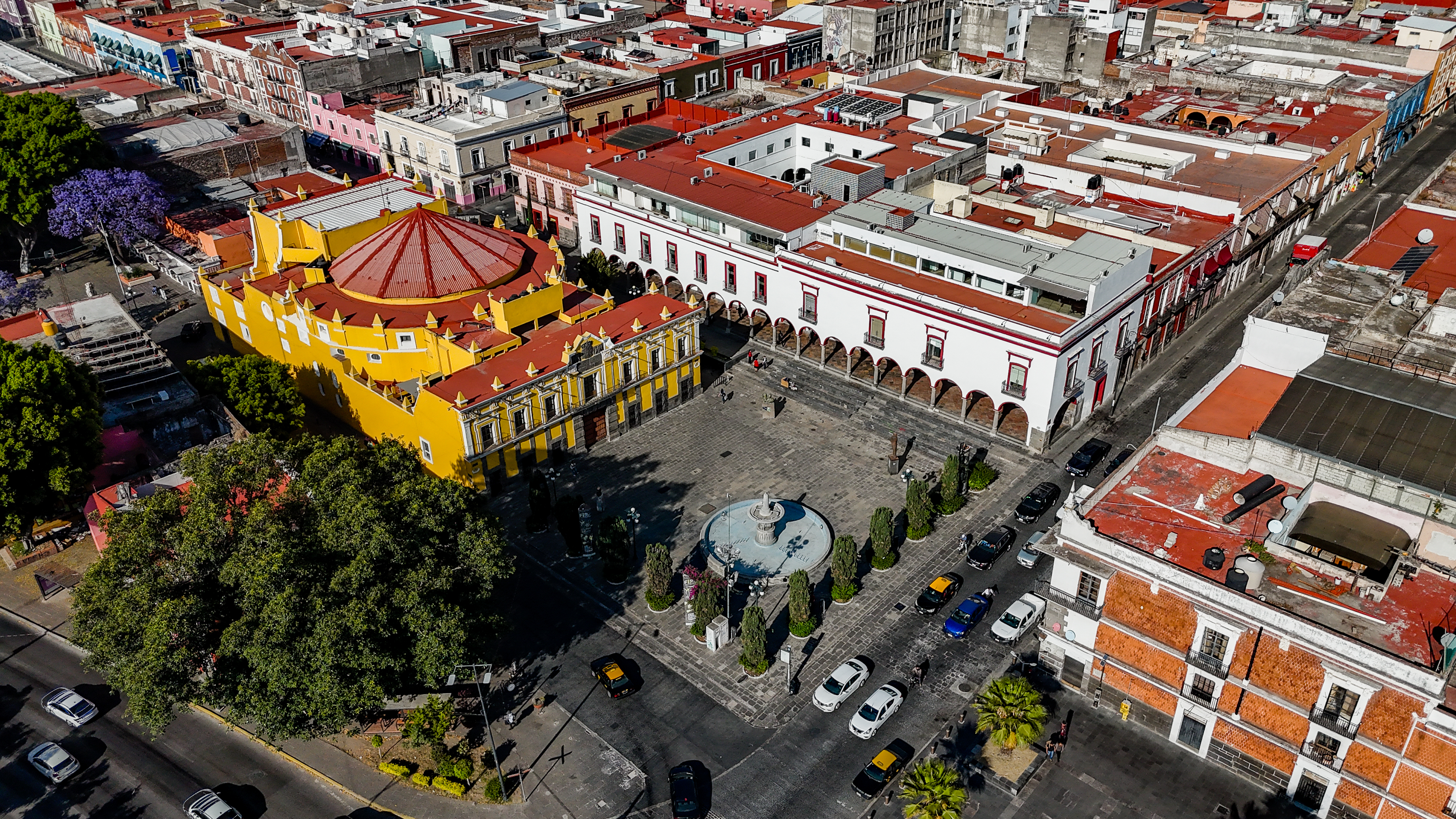
Toma aérea del Teatro Principal de Puebla

Fue en 1742 cuando el coronel Miguel Román de Castilla y Lugo, alcalde mayor de la ciudad, eligió el lugar para la edificación del "Corral de Comedias". La edificación del teatro fue demasiado lenta; la impaciencia de los concurrentes llegó al grado que, apenas construido el escenario, comenzaron las representaciones, llevando la gente sus sillas para poder sentarse y ver las obras.
En esa época, el arquitecto Francisco Xavier de Salazar solicitó licencia al ayuntamiento para concluir el teatro dentro de una década y a dar una contribución de 100 y 50 pesos de cada obra al Hospital de San Roque.
El plafón original fue pintado por el famoso pintor poblano Miguel Jerónimo de Zendejas, quien plasmó en él las figuras mitológicas de Apolo y Talía, el escudo que Carlos V otorgó a la ciudad de Puebla, y arriba de esa pintura con caracteres transparentes y de tamaño suficiente para ser leídos desde lejos una inscripción latina que traducía al español decía: “El arte bueno ennoblece a los pueblos”.
Concluido el plazo pero no terminada la obra, el señor Salazar vendió en obra negra la inversión a Juan Ruiz de Ayala, quién destino las pocas ganancias a la celebración del Divinísimo Corazón de Jesús, por lo que no cumplió con el compromiso de entrega al ayuntamiento, y fue el cabildo quien al final se encargó de terminarlo. Para esto, el gobernador Pedro Montesinos solicitó un préstamo a las monjas de Santa Clara, quienes eran propietarias de casas de arriendo. Las religiosas dieron 10 mil pesos, con un interés de 5%, que sirvieron para agregar un nivel más al teatro. El abasto de carnes también contribuyó con una fuerte suma de dinero para terminar el Teatro.